# Saint-Damase-de-L'Islet
Saint-Damase-de-L'Islet är en kommun i provinsen Québec i Kanada. Den ligger i regionen Chaudière-Appalaches, i den östra delen av landet, 500 km öster om huvudstaden Ottawa.